# Auchy-les-Mines
Auchy-les-Mines település Franciaországban, Pas-de-Calais megyében. Lakosainak száma 4642 fő (2022. január 1.). Auchy-les-Mines Violaines, Vermelles és Haisnes községekkel határos.

## Népesség
A település népességének változása:
| Lakosok száma | 4642 | 4676 | 4708 | 4726 | 4700 | 4678 | 4656 | 4623 | 4642 |
|               | 2013 | 2015 | 2016 | 2017 | 2018 | 2019 | 2020 | 2021 | 2022 |